# Ernst Brunner (Bankier)
Ernst Brunner, auch Ernst Brunner-Buchmann oder Ernst Brunner-Schmid (* 30. Juni 1917 in Luzern; † 8. Dezember 1970 in Kastanienbaum; heimatberechtigt in Iseltwald), war ein Schweizer Bankier, Mäzen und Hochstapler. Er war geschäftsführender Alleininhaber der konkursiten Bank Ernst Brunner & Cie AG.

## Biographie
Brunner wurde am 30. Juni 1917 im Luzerner Bruchquartier in kleinbürgerliche Verhältnisse geboren. Der gleichnamige Vater, Ernst Brunner sr. (1887–1954), war Zivilstandsbeamter und stammte aus einer kinderreichen Familie im bernischen Iseltwald. Die Mutter stammte aus Sizilien. Er wuchs in einfachen Verhältnissen auf und absolvierte eine Handelsschule. 1937 gründete Brunner, gerade 19-jährig, eine Agentur für Veloversicherungen, später eine Generalagentur für Versicherungen und schliesslich ein Treuhandbüro. 1946 eröffnete er die Ernst Brunner & Cie, Bankgeschäft an der Pilatustrasse 19 im 3. Stock. Das Startkapital stammte aus dem Handel mit Insulin nach dem Zweiten Weltkrieg. Später kamen Industriebeteiligungen durch die Firma Ernst Brunner Industrie- und Handelsfinanzierungen hinzu.
Er war als Mäzen und Pferdesportler bekannt, so gründete er den Reitclub St. Martin und unterstützte zeitlebens zahlreiche wenig bemittelte Künstler und Schausteller. Er war zudem leidenschaftlicher Entertainer und Bonvivant. 
Er war zweimal verheiratet. Aus der ersten Ehe hatte er eine Tochter. Aus der zweiten Ehe mit Heidy Brunner-Schmid, welche aus einer Ärztefamilie stammte, drei Töchter. Er beging am 8. Dezember 1970 in seiner Villa Annamaria in Kastanienbaum Suizid mit Cyanid. Seine Witwe zog nach dem Konkurs nach Spanien, wo sie heute (Stand Mai 2023) noch lebt.

## Fall Brunner
Am 18. Dezember 1970 ersuchte die Bank Ernst Brunner & Co. AG, um Nachlassstundung. Am 20. Januar 1971 erschoss sich auf einer Wiese der Verwaltungsratspräsident und Offizier der Schweizer Armee Max Waibel, offensichtlich aufgrund seines Verantwortungsbewusstseins gegenüber den geprellten Anlegern. Brunner operierte ein Ponzi-System, in dem er Gelder seiner Anleger für private Zwecke nutzte; die Bilanzsumme seiner Bank (ungefähr 20 Millionen Schweizer Franken im Jahre 1966) hätte für seinen Lebensstil normalerweise nicht ausgereicht. Daniel Bodmer von der Eidgenössischen Bankenkommission sagte zum Fall Brunner: «Der Fall Brunner ist ein typisches Beispiel für eine verantwortungslose Geschäftsführung durch einen Pseudobankier.»
Mitte 1971 wurde der Konkurs eröffnet. Es blieben Schulden in der Höhe von 12,5 Millionen Franken. Am 23. Februar 1972 wurde sein Vermögen in der Villa Annamaria liquidiert. Seine Fahrhabe wurde von zahlreichen Experten als minderwertiger Kitsch und falsch eingestuft. 1977 wurden zwei ehemalige Angestellte der Bank Brunner wegen untreuer Geschäftsführung, Bevorzugung von Gläubigern und Urkundenfälschungen zu Gefängnisstrafen verurteilt.